# Гельмут Борк
Гельмут Борк (нім. Helmut Bork; 29 травня 1910, Данциг — 29 липня 1990) — німецький офіцер-підводник, оберлейтенант-цур-зее резерву крігсмаріне. Кавалер Німецького хреста в золоті.

## Біографія
28 серпня 1939 року вступив на флот, отримав патент «капітана далекого плавання» і був призначений вахтовим офіцером-зондерфюрером на мінний тральщик. В 1940 році пройшов офіцерський курс. З липня 1941 року — 2-й вахтовий офіцер на підводному човні U-134. У вересні-листопаді 1942 року пройшов курс командира човна. З 25 листопада 1942 по липень 1944 року — командир U-275, на якому здійснив 4 походи (разом 123 дні в морі). 24 грудня 1943 року потопив американський есмінець «Лірі» водотоннажністю 1090 тонн; 97 зі 156 членів екіпажу есмінця загинули. В липні 1944 року переданий в розпорядження 3-ї і 7-ї флотилій. З вересня 1944 по 8 травня 1945 року служив в штабі 8-ї і 5-ї флотилій.

## Звання
- Лейтенант-цур-зее (1940)
- Оберлейтенант-цур-зее (1 квітня 1943)

## Нагороди
- Залізний хрест
  - 2-го класу (24 квітня 1940)
  - 1-го класу (4 вересня 1942)
- Нагрудний знак мінних тральщиків (листопад 1940)
- Нагрудний знак підводника (21 січня 1942)
- Німецький хрест в золоті (21 січня 1944)
- Фронтова планка підводника в сріблі (4 жовтня 1944)